# Lycaena ruberrothei
Lycaena ruberrothei är en fjärilsart som beskrevs av Archibald C. Weeks 1902. Lycaena ruberrothei ingår i släktet Lycaena och familjen juvelvingar. Inga underarter finns listade i Catalogue of Life.